# Mario Gios
Mario Gios (* 7. Mai 1936 in Asiago) ist ein ehemaliger italienischer Eisschnellläufer.

## Werdegang
Gios, der für die Gruppo Sportivo Fiamme Oro startete, nahm von 1955 bis 1964 an nationalen Wettbewerben teil und wurde dabei viermal italienischer Meister im Mehrkampf (1957, 1958, 1960, 1961). International trat er erstmals bei der Mehrkampfeuropameisterschaft 1958 in Eskilstuna in Erscheinung, wo er den 22. Platz im Großen Vierkampf errang. In der Saison 1958/59 lief er bei der Mehrkampfeuropameisterschaft 1959 in Göteborg auf den 23. Platz bei der Mehrkampfweltmeisterschaft 1959 in Oslo auf den 25. Rang im Großen Vierkampf. Nachdem er bei der Mehrkampfweltmeisterschaft 1960 in Davos zu Beginn der Saison 1959/60 nach drei von vier Läufen ausgeschieden war, nahm er an den Olympischen Winterspielen in Squaw Valley teil. Dort kam er auf den 32. Platz über 500 m, auf den 20. Rang über 1500 m, auf den 18. Platz über 10.000 m und auf den 16. Rang über 5000 m. In den folgenden Jahren belegte er bei der Mehrkampfeuropameisterschaft 1961 in Helsinki sowie bei der Mehrkampfweltmeisterschaft 1961 in Göteborg jeweils den 14. Platz, bei der Mehrkampfeuropameisterschaft 1962 in Oslo den 22. Platz und bei der Mehrkampfweltmeisterschaft 1962 in Moskau den 25. Rang im Großen Vierkampf. In seiner letzten internationalen Saison 1962/63 erreichte er bei der Mehrkampfeuropameisterschaft 1963 in Göteborg den 29. Platz und bei der Mehrkampfweltmeisterschaft 1963 in Karuizawa den 16. Rang im Großen Vierkampf.

## Erfolge

### Olympische Spiele
- 1960 Squaw Valley: 16. Platz 5000 m, 18. Platz 10.000 m, 20. Platz 1500 m, 32. Platz 500 m

### Mehrkampf-Weltmeisterschaften
- 1959 Oslo: 25. Platz Großer Vierkampf
- 1961 Göteborg: 14. Platz Großer Vierkampf
- 1962 Moskau: 25. Platz Großer Vierkampf
- 1963 Karuizawa: 16. Platz Großer Vierkampf

### Mehrkampf-Europameisterschaften
- 1958 Eskilstuna: 22. Platz Großer Vierkampf
- 1959 Göteborg: 23. Platz Großer Vierkampf
- 1961 Helsinki: 14. Platz Großer Vierkampf
- 1962 Oslo: 22. Platz Großer Vierkampf
- 1963 Göteborg: 29. Platz Großer Vierkampf

## Persönliche Bestleistungen
| Disziplin | Zeit        | Datum            | Ort                  |
| --------- | ----------- | ---------------- | -------------------- |
| 500 m     | 43,3 s      | 24. Februar 1960 | Squaw Valley         |
| 1000 m    | 1:26,5 min  | 25. Januar 1961  | Madonna di Campiglio |
| 1500 m    | 2:13,6 min  | 21. Januar 1961  | Madonna di Campiglio |
| 3000 m    | 4:40,3 min  | 25. Januar 1961  | Madonna di Campiglio |
| 5000 m    | 8:03,4 min  | 24. Februar 1963 | Karuizawa            |
| 10.000 m  | 17:02,7 min | 28. Januar 1961  | Madonna di Campiglio |